# ويليام فريز جرين
ويليام فريز جرين (بالإنجليزية: William Friese-Greene)‏ (7 سبتمبر 1855 - 5 مايو 1921) مصور فوتوغرافي ومخترع.

## مقدمة
في مساء يوم أحد من عام 1889، كان أحد رجال الشرطة في لندن يقوم بدوريته في حي هولبورن، عندما تصدى له رجل بادي الانفعال وألح عليه أن يرافقه إلى مبنى مجاور لكي يشاهد الاختراع العجيب الذي فرغ لتوه من إتمامه، فتبعه الشرطي مرتابا. وفي معمل قريب، كان الشرطي هو الشاهد الوحيد لأول عملية ناجحة لعرض الصور المتحركة على الشاشة فقد أبصر فوق شاشة ذات وميض متقطع، رجلا يقود صبيا صغيرا بين الأشجار المتجردة من الأوراق في حدائق هايد بارك Hyde Park وتبع ذلك لقطات لحركة مرور السيارات والمشاة عند ناحية الحدائق، وفجأة انتهى الفيلم، ومضى الشرطي لعمله. كان الرجل والصبي اللذان برزا على تلك الشاشة أول فيلم للصور المتحركة في العالم[1]. 
ويليام فريز – جرين، William friese green ، مخترع كاميرا وجهاز عرض الصور المتحركة، ومؤسس بما يُعرف بالسينيماتوغرافي تصوير سينمائي.

## مولده وسر تسميته
ولد فريز - جرين في مدينة بريستول Bristol بالمملكة المتحدة United kingdom في السابع من أيلول عام 1855، نشأ وتعلم في مدرسة الملكة إليزابيث أو حسب ما عرفت به «مستشفى الملكة إليزابيث». أصبح في عام 1869 متعلما مبتدئا لدى مصور يدعى موريس غوتنبرغ. ظل حتى عام 1874 وهو مسمى باسم ويليام جرين فقط ولكنه تزوج في نفس العام بتاريخ 24 آذار من هيلينا فريز، وأضاف اسم زوجته إلى اسمه.

## حياته العملية
كان فريز - جرين عند زواجه مصورا فوتوغرافيا ناجحا للأشخاص، حيث افتتح في عام 1875 أول استوديو خاص به في باث وآخر في بريستول ورغبة منه في تحسين المشاريع المتصلة بعمله، انتقل إلى لندن في عام 1885، وافتتح بها استوديو للتصوير في حي وست لاند West land. وقد تهيأ لفريز – جرين بعد ذلك بسنة عقد أواصر الصداقة مع جون آرثر روباك ردوج J.A.R.Rudge ، وهو مصور فوتوغرافي ومشتغل بعرض صور الشرائح الزجاجية بالفانوس السحري Latern Slide Projectionist، وكان اهتمامه موجها إلى مشكلة إيجاد انطباع خداعي للحركة في شرائح هذا الفانوس، ولهذا الغرض، صنع رودج شرائح زجاجية دائرية بها سلسلة من الصور المتغيرة قليلا على أطرافها [2]. وعند عرض هذه الصور بالجهاز في تعاقب سريع كانت الصورة تبدو على الشاشة وكأنها تتحرك إلا أن عدد الصور التي كان يتسنى لرودج وضعها حول أطراف شرائحه الزجاجية كان قليلا بحيث يقصر عن إتمام أي عمل جدي له قيمته العملية. ولم يلبث فريز – جرين أن أخذ يسعى بإيجاد ما هو أفضل.

## نشأة الفكرة في مخيلة فريز - جرين
نشأت لديه فكرة كاميرا تحتوي على شريط طويل لفيلم يمكن تحريكه بسرعة، إطارا بعد إطار عن طريق تمريره أمام العدسات، وبهذا يسجل سلسلة من الصور الفوتوغرافية في تعاقب سريع. وعندما بدأ تجاربه في عام 1886 كانت المادة المرنة الوحيدة المتاحة لتسجيل الصور هي الورق، وهكذا جعل يجري تجاربه بشرائط طويلة من الورق بها ثقوب متناسقة على الأطراف، يحركها بتمريرها أمام العدسات بواسطة عجلات مسننة. إلا أن الورق كان ضعيفا وغالبا ما كانت الثقوب تتمزق لأن الورق كان يبدو معتما. وفي عام 1888، علِم فريز – جرين بإنتاج ورق السيلولويد Celluloid الشفاف في الولايات المتحدة، وبدأ يجري تجاربه بهذه المادة. وكان عليه أن يعيد في كل مرة كسوة الأشرطة اللازمة من كل فيلم ما جعله يتعرض للفشل في كثير من المرات، لكن في النهاية وفي ذلك الأحد من عام 1889 كللت جهوده بالنجاح وأصبح حينها مخترع الصور المتحركة أو السينيماتوغرافي.

## من النجاح إلى الإفلاس فالنسيان
إن فريز – جرين لم ينل قط برغم نجاحه ما كان يستحق من اعتراف بفضله وكان مرد هذا بدرجة كبيرة إلى افتقاره التام للمقدرة على الإدارة في مجال الأعمال، صحيح أنه قام بتسجيل الكاميرا التي اخترعها، لكنه عندما أصبح في عوز مالي عام 1891، باع اختراعه إلى رجل لم يكن في الواقع مهتما به، وترك حق الملكية يسقط بسبب عدم دفع رسوم التجديد الضرورية. وفي غياب ما يكفله القانون من حماية لملكية حق الاختراع، استطاع منافسو فريز – جرين العمل على تطوير الأفكار التي ابتدعها هو أصلا. فقد علِم الجمهور بهذا الاختراع الجديد لأول مرة من خلال جهودهم، وقرنه بأسمائهم، أما المخترع الحقيقي فكان نصيبه النسيان.

## نهاية رجل لم يوفّى حقه
وهكذا لم يستطع فريز – جرين أن يجني من اختراعه سوى المال القليل وقد أدى به الأمر إلى إشهار إفلاسه في أعوام 1891 و1903 و1910. وكان المال الذي يجمعه من عمله في التصوير الفوتوغرافي سرعان ما يذهب في عديد من المشاريع التي كان يتولاها، وقد تهيأ له طوال حياته أن يسجل براءات 70 اختراعا لكن ما من واحد من هذه الاختراعات كان يدر عليه إيرادا كافيا.
وفي عام 1921، وقف فريز – جرين يتكلم في اجتماع لرابطة أصحاب آلات العرض السينيماتوغرافي عن الجهود التي أسهم بها العلماء والمهندسون والفنيون البريطانيون لتطوير صناعة السينما والحالة المزرية التي لحقت بها. لقد كان القليل يعرف فريز - جرين ممن شهدوا الاجتماع وإن كان خطابه قد ترك فيهم آثاره بوضوح وبعد أن أتم كلمته عاد إلى مقعده ليُشَاهد بعد عدة دقائق وهو ينكفئ إلى الأمام، وعندما سارع أحد الحاضرين لمساعدته، كان المخترع قد فارق الحياة. 
وعلى هذا الصورة، توفي مخترع الصور المتحركة، مفلسا وغير معروف من أغلب الناس، في صميم حشد ممثلي الصناعة التي استحدثها من العدم[3].

## ضريحه
يمكن إيجاد ضريح فريز – جرين في مقبرة هايغيت بلندن حيث أقيم له شبه نصب تذكاري واصفا إياه بمخترع السينيماتوغرافي Kinematography.

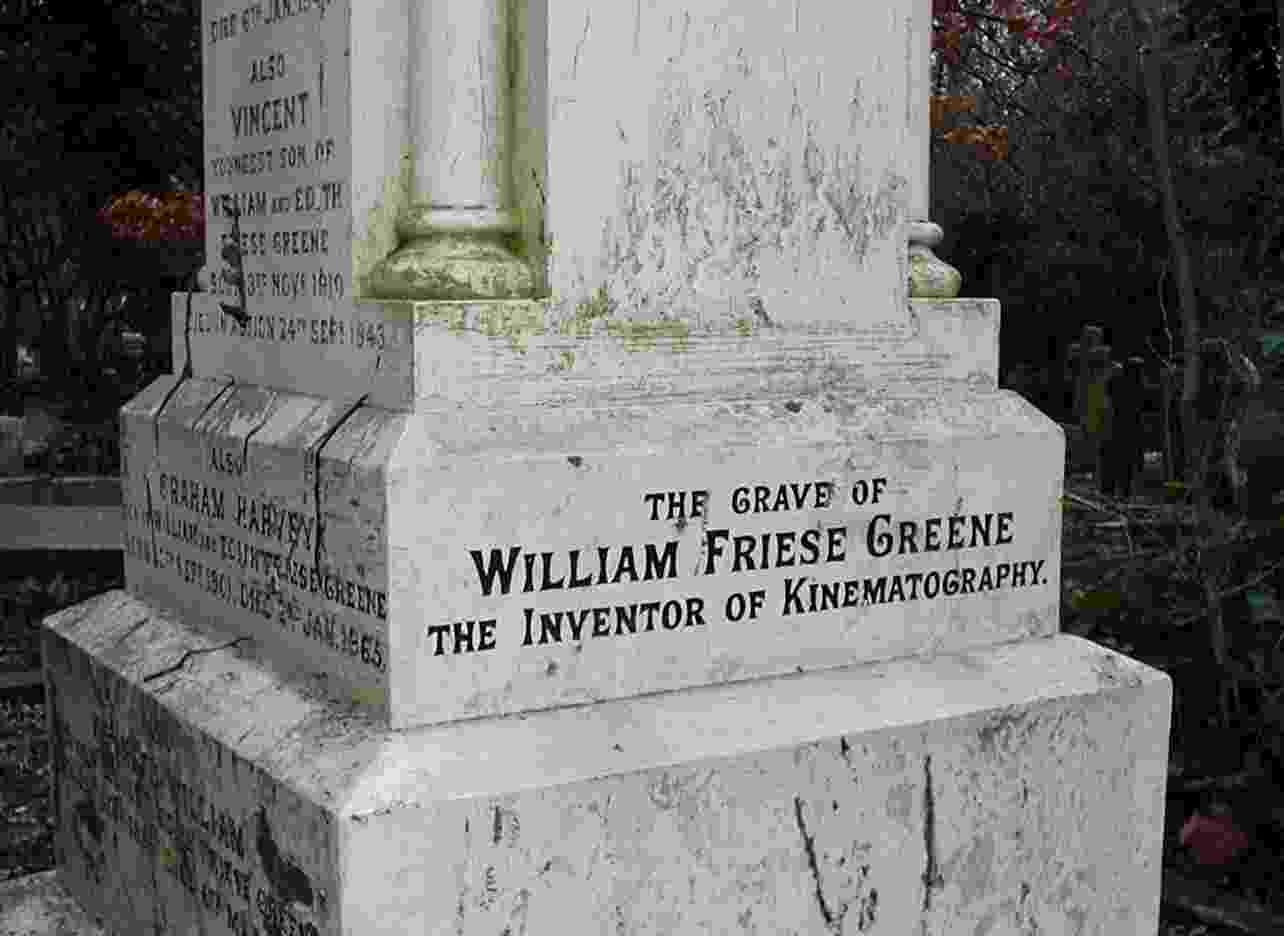
ضريح ويليام فريز جرين

## روابط خارجية
- ويليام فريز جرين على موقع IMDb (الإنجليزية)
- ويليام فريز جرين على موقع الموسوعة البريطانية (الإنجليزية)
- ويليام فريز جرين على موقع قاعدة بيانات الفيلم (الإنجليزية)